# 广济古泉
广济古泉俗称四眼井，因明末江阴抗清守城义士投此井殉难故又名义井，位于中国浙江省无锡江阴市市区、澄江街道人民路步行街北侧澄江福地（原广福寺巷内），为北宋嘉祐六年（1061）乾明院（广福寺前身）僧宗寿所凿。一井四眼，井圈为青石质，今南、北、西井圈尚为宋时原物，其中西井圈上刻有“关勇义泉”四字。